# Paul Laciga
Paul Laciga (Berna, 24 novembre 1970) è un ex giocatore di beach volley svizzero.

## Palmarès

### Mondiali
- 2 medaglie:
  - 2 argenti (Marsiglia 1999; Berlino 2005)

### Europei
- 6 medaglie:
  - 3 ori (Rhodos 1998; Palma 1999; Bilbao 2000)
  - 2 argenti (Jesolo 2001; Basilea 2002)
  - 1 bronzo (Roma 1997)